# Pitanga Futsal
Pitanga Esporte Clube também conhecido como Pitanga Futsal e um clube de futsal da cidade de Pitanga no estado do Paraná, onde no ano de 2002 conquistou o Campeonato Paranaense de Futsal Chave Bronze de 2002.
Suas cores são o Branco e Azul, a equipe manda seus jogos no Ginásio Lôlo Cleve Filho.
Atualmente disputa o Campeonato Paranaense de Futsal Chave prata.

## Titulos

### Estaduais
- Campeonato Paranaense de Futsal Chave Bronze: 1 (2009)